# Kuikkasaari (ö i Kajanaland, Kehys-Kainuu, lat 65,17, long 27,97)
Kuikkasaari är en ö i Finland. Den ligger i sjön Iso Siikajärvi och Pieni Siikajärvi och i kommunen Puolango i den ekonomiska regionen  Kehys-Kainuu  och landskapet Kajanaland, i den centrala delen av landet, 600 km norr om huvudstaden Helsingfors. Öns area är 0,1 hektar och dess största längd är 50 meter i öst-västlig riktning.